# Комон сир Диранс
Комон сир Диранс (фр. Caumont-sur-Durance) насеље је и општина у Француској у региону Прованса-Алпи-Азурна обала, у департману Воклиз која припада префектури Апт.
По подацима из 2011. године у општини је живело 4642 становника, а густина насељености је износила 254,64 становника/km². Општина се простире на површини од 18,23 km². Налази се на средњој надморској висини од 45 метара (максималној 134 m, а минималној 39 m).

## Демографија
| 1962. | 1968. | 1975. | 1982. | 1990. | 1999. | 2011. |
| ----- | ----- | ----- | ----- | ----- | ----- | ----- |
| 1.487 | 1.637 | 1.951 | 2.598 | 3.717 | 4.253 | 4.642 |

График промене броја становника у току последњих година